# Исэ Соун
Ходзё Соун (Исэ Синкуро Нагаудзи) (1432 — 8 сентября 1519) — японский полководец периода Сэнгоку, основатель могущественного рода Го-Ходзё. Автор семейного кодекса «21 правило Ходзё Соун».

## Биография
Происходил из знатной самурайской семьи, которая вела своё происхождение от древнего рода Тайра. Его старшая сестра была замужем за Имавага Ёситада (1436—1476), правителя провинции Суруга. Исэ Синкуро поступил на службу к своему зятю Имагаве Ёситаде и стал одним из его вассалов.
После гибели Имагавы Ёситады в 1476 году началась борьба за главенство в роде Имагава. Исэ Соун поддержал своего племянника Имагаву Ёситаку и пришёл к нему на помощь с отрядом из шести солдат. Исэ Соун умертвил Осику Норимицу, двоюродного брата и соперника Ёситаки. Имагава Ёситака (1476—1526) в благодарность пожаловал Исэ Соуну во владение замок Кококудзи, отряд самураев и право использовать иероглиф из своего имени. Теперь Исэ Соун стал приближенным одного из сильнейших даймё и комендантом замка под именем Исэ Нагаудзи.
В 1493 году Исэ Нагаудзи вмешался в борьбу за власть в соседней провинции Идзу. Асикага Тадамару, сын даймё провинции Идзу и племянник сёгуна Асикага Ёсимасы, был лишен наследства и отправлен отцом в монастырь. В ответ Асикага Тадамару поднял мятеж, умертвил своего отца, мать и младшего брата, назначенного наследником. Исэ Нагаудзи со своим отрядом вторгся в провинцию Идзу, осадил отцеубийцу в замке Хоригоэ, где последний покончил жизнь самоубийством. Вассалы рода Асикага подчинились власти Исэ Нагаудзи, который приобрел всю провинцию Идзу и взял себе старинную самурайскую фамилию Ходзё.
Вскоре Ходзё Соун обратил своё внимание на соседнюю провинцию Сагами. В ней правил молодой даймё Омори Фудзиёри. Его резиденция находилась в замке Одавара, который был расположен стратегически очень удачно и давал контроль над всей равниной Канто. Ходзё Соун подружился с Омори Фудзиёри, пригласил его на охоту, где и убил последнего. В 1494 году Ходзё Соун подчинил своей власти провинцию Сагами и избрал своей столицей замок Одавара.
В 1512 году Ходзё Соун подчинил себе Камакуру, старинную столицу сёгунов из династии Минамото. В 1518 году за ней последовал замок Араи, который принадлежал клана Миура. Ходзё Соун с 9-тысячным войском осадил замок и вынудил его владельца Миура Ёсимото совершить сэппуку.
В сентябре 1519 года 88-летний Ходзё Соун скончался. Он прославился как смелый воин и искусный управленец. Он оставил своему старшему сыну-преемнику Ходзё Удзицуне кодекс, который стал образцом для любого даймё.